# 34-й (26-й) піший Козелецький полк
34-й (26-й) піший Козелецький полк у Чернігові — військова одиниця Армії УНР, що виникла в результаті українізації 330-го піхотного Златоустівського полку російської армії.

## Створення
На початок осені 1918 нараховував 70 козаків. Після залишення Чернігова — відступив до Києва, де його було направлено до Золотоноші. Пізніше кадри полку було влито до складу 2-го Чорноморського полку.

## Командири
- з 24.09.1918 р. полковник Степан Шеремет